# Ceratoscopelus
El género Ceratoscopelus son peces marinos de la familia mictófidos, distribuidos por prácticamente todos los mares y océanos del mundo menos los polares.
La longitud máxima descrita se encuentra entre los 18 cm en C. townsendi y los 8 cm de máximo para las otras dos especies.
Son especies batipelágicas de aguas profundas, aunque se les puede encontrar a casi cualquier profundidad, bajando a aguas profundas durante el día y subiendo a las superficiales durante la noche.

## Especies
Existen tres especies válidas en este género:
- Ceratoscopelus maderensis (Lowe, 1839) - Carpintero (en España) o Mictófido (en Uruguay)
- Ceratoscopelus townsendi (Eigenmann y Eigenmann, 1889) - Diente de perro o Linternilla
- Ceratoscopelus warmingii (Lütken, 1892) - Pez linterna mayor (en Cuba) o Mictófido (en Uruguay)